# Сароджині Найду
Сароджині Найду (13 лютого 1879 року, Гайдарабад — 2 березня 1949 року, Лакхнау) — індійська поетка, учасниця руху за незалежність Індії від Великої Британії. Перша жінка- президент Індійського національного конгресу і перша жінка- губернатор Сполучених провінцій.

## Біографія
Сароджині Найду народилася у родині викладача Агорената Чатопадайя, була старшою із восьми братів і сестер (один із її братів був революціонером). Батько Найду, отримавши ступінь доктора наук в Единбурзькому університеті, оселився у Хайдарабаді, де заснував коледж і керував ним.
Її батько хотів, щоб вона стала математиком або вченим, але Найду цікавилася поезією і почала писати вірші англійською мовою (майбутня поетка знала урду, телугу, англійську, бенгальську та перську мови). У дванадцять років Сароджині Найду досягла національної слави і вступила до Мадраського університету .
У 1895 році Найду вирушила до Англії для завершення освіти, де навчалася у Королівському коледжі Лондона, а потім у Гіртон-коледжі в Кембриджі .
На заклик Махатми Ганді Сароджині взяла активну участь у кампанії громадянської непокори, у діяльності національно-визвольного руху Індії, була заарештованою.
У 1925—1926 роках була головою Індійського національного конгресу.
Сароджині написала понад 150 ліричних віршів, які в подальшому були включені до збірки «Золотий поріг» (The golden threshold, 1905 рік), «Птах часу» (The bird of time, 1912 рік), «Зламане крило» (The broken wing, 1917 рік). Пізніше усі вони були об'єднані у збірку «Царська флейта». У своїх віршах Найду створила опоетизовані картини Індії, у тому числі сільського життя у рідному Декані. У її поезії поєднуються деякі риси раннього індійського романтизму і тенденції нового романтичного стилю. Її вірші перекладалися індійською і європейськими мовами (перекладами російською займався Самуїл Якович Маршак).